# فینال لیگ قهرمانان آسیا ۲۰۱۶
فینال لیگ قهرمانان آسیا ۲۰۱۶ مسابقه فینال سی و پنجمین دوره رقابت‌های باشگاهی آسیا و چهاردهمین دوره با نام لیگ قهرمانان آسیا بود که در سال ۲۰۱۶ برگزار شد و چونبوک هیوندای موتورز با برتری برابر العین به مقام قهرمانی دست یافت.

## مسابقه
| تیم ۱         | نتیجه‌نهایی | تیم ۲ | بازی رفت | بازی برگشت |
| ------------- | ---------- | ----- | -------- | ---------- |
| چونبوک موتورز | ۳–۲        | العین | ۲–۱      | ۱–۱        |